# Ambasada Bułgarii w Warszawie

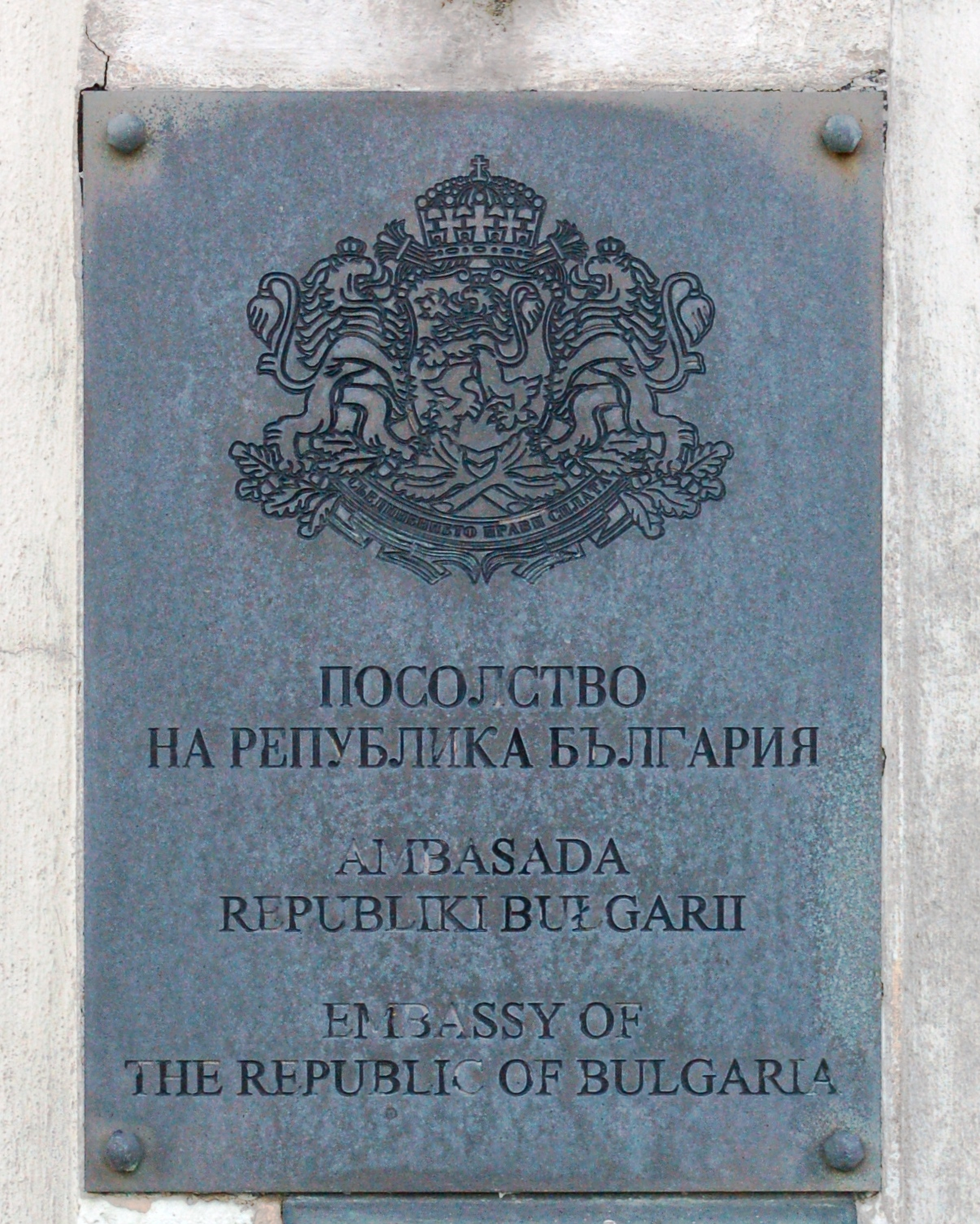
Szyld Ambasady

Ambasada Bułgarii w Warszawie (bułg. Посолство на Република България, Полша) – placówka dyplomatyczna Republiki Bułgarii znajdująca się w Warszawie przy Al. Ujazdowskich 33/35.
Ambasador Bułgarii w Warszawie akredytowany jest także w Republice Łotewskiej.

## Podział organizacyjny
W skład przedstawicielstwa wchodzą:
- Biuro Attaché Wojskowego
- Biuro Radcy Handlowego
- Bułgarski Instytut Kultury (bułg. Българският културен институт)

## Historia stosunków dyplomatycznych oraz siedziby

### W okresie międzywojennym
Stosunki dyplomatyczne pomiędzy Bułgarią i Polską nawiązano w 1918. Pierwsze przedstawicielstwo tego kraju w Warszawie otwarto w 1919. Np. w latach 1923-1925 funkcjonowało poselstwo w hotelu Bristol przy ul. Krakowskie Przedmieście 42-44, następnie w kamienicy Elbina przy ul. Świętokrzyskiej 35 (1925-1927), w pałacyku Karnickich w Al. Ujazdowskich 39 (1927-1937) i pałacyku Dziewulskich w Al. Ujazdowskich 33 (1938-1939). Poselstwo zlikwidowano w 1941.
W okresie Wojny polsko-bolszewickiej, w sytuacji zagrożenia zajęcia Warszawy, personel poselstwa był ewakuowany okresowo (od początku sierpnia 1920) do Poznania.
Wydział Handlowy mieścił się w al. Frascati 1 (1938).
Bułgaria utrzymywała też konsulaty:
- w Gdańsku: przy Große Wollwebergasse 19 (ob. ul. Tkacka) (1934-1938), Langer Markt 19 (Długi Targ) (1940-1942), w siedzibie filii Deutsche Bank
- we Wrocławiu: w „Hälpausche Villa” przy Vogelweide 186, ob. ul. Mikołaja Kopernika (1924-1927), Westendstraße 3-13, ob. ul. Zachodnia (1927-), Grabschenstraße 269/81, ob. ul. Grabiszyńska, Albrechtstraße 35, ob. ul. Wita Stwosza (1939-1944)

### Okres po II wojnie światowej
Po II wojnie światowej stosunki przywrócono już w 1945. Początkowo poselstwo było zlokalizowane w hotelu Polonia w Al. Jerozolimskich 45 (1945-1946); w 1948 przedstawicielstwu nadano rangę ambasady, a pierwszy ambasador był akredytowany w 1949. Następnie ambasadę ulokowano w willi (proj. Lucjana Korngolda) Zofii Żochowskiej z Wedlów z 1936 przy ul. Słonecznej 15 (1948-1957), w której później lokatorami były ambasady – przez wiele lat Albanii (1961-2003), obecnie Luksemburga (2005-). Od początku lat pięćdziesiątych XX wieku siedzibą ambasady Bułgarii stał się ponownie, użytkowany wcześniej, zakupiony w 1946 od rodziny Dziewulskich pałacyk z 1910 w Al. Ujazdowskich 33-35.
Biuro Radcy Handlowego mieściło się w Al. Jerozolimskich 37 (1950-1955), obecnie budynek nie istnieje, przy ul. Nowowawelskiej 111 (1956), któremu później zmieniono adres na al. Armii Ludowej 6 (1957), przez wiele lat w kamienicy Wolskich (arch. Leon Wolski) z około 1911 przy ul. Flory 9 (1964-1991).
Do 1989 przy Ambasadzie funkcjonowała Grupa Operacyjna MSW Bułgarii.
Od 1957 funkcjonował Bułgarski Ośrodek Kultury (Български културен център), któremu później zmieniono nazwę na Ośrodek Kultury i Informacji Bułgarskiej (Български културен и информационен център), i siedziba znajdowała się przy ul. Nowowiejskiej 6, ul. Świętokrzyskiej 32 (1964-2001). Po zmianie nazwy na Bułgarski Instytut Kultury (Български културен институт), mieści się w budynku ambasady, w Al. Ujazdowskich 33/35 (2003-).